# Aymon Hata
Aymon Hata (* 1984 in Deutschland) ist ein professioneller britisch-japanischer Pokerspieler.

## Persönliches
Hata wurde als Sohn eines japanischen Vaters und einer schottischen Mutter in Deutschland geboren und stammt aus Meerbusch. Er lebt in London.

## Pokerkarriere
Seine erste Geldplatzierung bei einem Live-Turnier erzielte Hata Ende Juni 2014 bei der World Series of Poker (WSOP) im Rio All-Suite Hotel and Casino am Las Vegas Strip. Dort kam er beim Monster Stack, das in der Variante No Limit Hold’em gespielt wird, in die Geldränge. Anfang April 2017 erreichte er beim Main Event der PokerStars Championship in Macau den Finaltisch und belegte den mit umgerechnet mehr als 120.000 US-Dollar dotierten fünften Platz. Bei der WSOP 2018 wurde der Brite beim 100.000 US-Dollar teuren High-Roller-Event Dritter und erhielt sein bisher höchstes Preisgeld von rund 1,25 Millionen US-Dollar. Im August 2018 gewann er das Triton Poker High Roller der partypoker Millions Russia in Sotschi mit einer Siegprämie von umgerechnet mehr als 750.000 US-Dollar. Beim High Roller der partypoker Millions Dusk Till Dawn in Nottingham wurde Hata Anfang Oktober 2018 Fünfter und sicherte sich 100.000 Britische Pfund. Seitdem blieben größere Turniererfolge aus. Seine bis dato letzte Geldplatzierung erzielte er bei der WSOP 2021.
Insgesamt hat sich Hata mit Poker bei Live-Turnieren mehr als 2,5 Millionen US-Dollar erspielt.